# Velencei–magyar háború (1372–81)
A velencei–magyar háború, amit az olaszok chioggiai háborúnak (olaszul Guerra di Chioggia) neveznek, 1372-től 1381-ig tartott. I. (Nagy) Lajos uralkodása idején tört ki, a Magyar Királyság és a tengeri köztársaság harmadik háborúja volt Lajos uralkodása alatt, ugyanakkor tágabb értelemben a Genovai Köztársaság és Velence háborúja is. A casus bellit Pádua jelentette, amelynek dacolnia kellett a velencei dózse uralmával. Így történt ez 1372-ben, amikor a velenceiek ismét uralmuk alá akarták hajtani a várost, mire Magyarország, Genova és Ausztria a védelmére keltek. A velenceieket a milánóiak is támogatták, s a magyarok ellen segítségül hívták az oszmán-törököket is, így ez a háború magyar–török összecsapásnak is tekinthető volt. Részben ez motiválta, hogy Lajos 1374-ben immáron harmadik török-elleni hadjáratára indult Havasalföldre.

A háborút a szövetségesek megnyerték a velenceiekkel szemben és a torinói békében kemény feltételeket diktáltak a dózsénak. Olasz források azonban velencei győzelemről beszélnek, mert a genovai flotta által megszállt Chioggiai-lagúnát sikerült visszafoglalniuk, ezzel azonban a tengeri köztársaság csak fővárosát védte meg, s Genovával előnyösebb békét kötött, mint a magyarokkal.

A háború viszont jelentősen megviselte Velence gazdaságát.
A magyar-velencei háború tulajdonképpen a Dalmácia feletti fennhatóság megszerzéséről szólt. A két ország már az Árpádok óta harcolt a terület feletti hegemóniáért, ami csak most dőlt el a magyarok javára.

Genovának a háború szintén komoly anyagi és katonai megerőltetést jelentett, így tulajdonképpen vereséget szenvedett, míg Velence tovább erősödött, így a 15. századtól már nem jelentett komoly konkurenciát neki Genova.
A sors különös iróniája, hogy Velence egy olyan új, veszélyes ellenséggel találja szembe magát, akit a magyarok ellen segítségül hívott, méghozzá az Oszmán Birodalommal.

## Előzmények
Magyarország, amióta csak megszerezte Horvátországot érdeklődéssel fordult a tenger iránt. Könyves Kálmán király tett lépéseket erre, s vele kezdődnek a Velencével vívott, egészen a 15. századig tartó, váltakozó sikerű háborúk.

Ezekben a harcokban a vita kérdését képező dalmát városok szívesebben látták élükön a magyar királyt. A városok, s különösen a Raguzai Köztársaság Velence számára komoly vetélytársat jelentettek az Adrián, ezért a dózsék mindenképp ki akarták iktatni őket, hogy ne álljon semmi az útjukba. Magyarország nem avatkozott annyira bele a városok ügyeibe, mint a velenceiek, vagy a bizánciak, ennek tudható be a dalmát városok magyar orientáltsága. Magyar fennhatóság alatt a Spalatói Érsekség független maradt, ugyanúgy Trau, Spalató, Zára és Raguza is megtartották függetlenségüket, s a királyoktól rendre kapták kiváltságaikat.
I. Lajos 1346-ban nyomban háborút indított Velence ellen, de már az első szakaszban súlyos vereséget szenvedett, emiatt fegyverszünetre kényszerült, amely 1355-ig érvényben maradt. Figyelmét ezúttal Nápoly kötötte le, ahonnan szintén eredmény nélkül tért vissza.

1355-ben legyőzte Szerbiát és ekkor ismét Velence felé fordította figyelmét. Az okot természetesen Pádua szolgáltatta, amelynek ura Francesco da Carrara herceg szerette volna városa függetlenségét megőrizni a dózséval szemben. Míg a páduaiak velencei területen, addig a magyarok Dalmáciában támadtak a velenceiekre, s csak Trevisónál állították meg őket. 1357-ben azonban ugyanitt a magyar csapatok győztek a velenceieken, s a városállam 1358-ban békére kényszerült.

## A háború
1372-ben ismét felparázslottak az ellentétek Padova és Velence között. Lajos szövetkezett Ausztriával, akivel együtt az ősszel 4000 magyar és 1000 osztrák lovasból álló sereget küldött Páduába Lackfi István, Himfi Benedek, valamint az esztergomi érsek Telegdi Tamás és Czudar György vezetésével. A sereg 1373 májusában ért Páduába, és egyesülve Da Carrara katonáival Piove di Sacco mellett nyílt ütközetben legyőzték a velenceieket. A magyar katonák azonban galád módon úgy kezdtek viselkedni, mintha közönséges zsoldosok lennének, és minél több pénzt vártak Da Carrarától. Amikor ez tudomására jutott a királynak, 1373. január 9-én levélben intette meg a seregvezéreket, hogy se ők, se a katonák ne kérjenek pénzt a páduaiaktól, mert a hadakozásra kiutalt összeg három hónapra elegendő. Amennyiben mégis pénzre volna szükségük, akkor azt csak és kizárólag visszatérítendő kölcsönként és nem zsoldként vehetik fel Da Carrarától. Lajos totális háborút hirdetett Velence ellen. 1373. február 7-én kinyilvánította, hogy mindenütt, szárazon, vízen, akár szabályos katonai akciókkal, akár kalóztámadásokkal harcolni kell a velencei köztársaság ellen. Velence ekkor az Oszmán Birodalmat hívta segítségül, amely Trevisóba 5000 katonát küldött a magyarok és a páduaiak ellen.
A szövetséges csapatok ostromolni kezdték Trevisót, amikor július 1-jén megjöttek az török felmentő csapatok és megverték Lackfi erőit. Ekkor átmeneti időre fegyvernyugvást kötött a két fél szeptember 23-án, amely nem szolgálta Pádua érdekeit, de Lajosnak időt adott a Trevisónál elfogott magyar katonák és előkelők kiváltására. A veszteségek sem voltak ekkor elenyészőek, sok halott, 300 ezer forint hadikár és 30 ezer ló.
Amíg a fegyverszünet tartott addig Lajos gyermekei eljegyzésével és a havasalföldi török hadjárattal foglalatoskodott, de közben tudatosan készült a Velence elleni visszavágásra.

### Szövetségben Genovával
Lajos 1378-ban szövetséget kötött a Genovai Köztársasággal. A két itáliai köztársaságnak a Levante kapcsán már amúgy is régóta ellentétei voltak, s Genova megragadta az újabb alkalmat, hogy fölülkerekedjen vetélytársán. További okot szolgáltatott Ciprus is, amely feletti fennhatóságot Genova is meg akarta szerezni, s ez eléggé elmérgesítette a helyzetet. A ciprusi flotta is bekapcsolódott a magyarok és a genovaiak elleni háborúba.
A szövetséghez rövidesen Marquardo di Randeck aquileiai pátriárka, valamint Verona is csatlakozott és az egyesült magyar-genovai-páduai csapatok Himfi és Horváti János vezérletével visszaszorították az ellenséget. Ebben a hadjáratban nem vívtak nyílt összecsapást, minthogy elég nagy kockázatvállalást jelentett, ehelyett rajtaütésekkel, ostromokkal, portyázásokkal próbálták gyengíteni egymást. Júniusban a szövetségesek már Mestre előtt jártak, közvetlenül fenyegetve Velencét és június 26-án 5000 fős magyar sereg vonult be Páduába. Ezek a csapatok friuli katonákkal kiegészülve San Lorenzót ostromolták, amit hosszas harc után elfoglaltak. A velenceiek megpróbálták Trau elfoglalását, ugyancsak sikertelenül.
Annak ellenére, hogy az előző hónapban Vittorio Pisani Isztria közelében legyőzte a genovaiakat, s Luciano Doria csapatait is kelepcébe csalták 1379. május 7-én, a genovai flotta beszorította a velenceieket Pola kikötőjébe, majd a Velencei-öböl bejáratánál a stratégiai fontosságú Chioggiát is elfoglalták, Bisagnónál pedig legyőzték Bernabò Visconti milánói herceget is.

A szorult helyzetben levő Velence követeket küldött Magyarországra, hogy a lehetséges békéről tárgyaljon. A király csak két püspök és Kis Károly útján tárgyalt velük, így döntés nem született.
A sorozatos katonai vereségek hatására Velence tárgyalásokat ajánlott, sőt belement volna abba, hogy a magyar királynak tesz hűbéresküt. Viszont páduai és genovai nyomásra Lajos igen kemény békefeltételek teljesítését követelte: 100 000 arany évi adót és Trieszt átadását, amibe természetesen Andrea Contarini dózse nem ment bele.

A tárgyalások alatt a flottát helyreállították és sikerült áttörniük a genovai blokádot. Mialatt a genovaiak az Adrián és Cipruson hadakoztak, Genovában lázadás tört ki, emiatt válságos helyzetbe került mindkét fronton.
A magyaroknak ráadásul kis híján sikerült maguk ellen fordítaniuk Mantuát, mert az átvonuló magyar csapatok fosztogatták a hercegség vidékeit. Gonzagai Lajos erősen neheztelt a magyar királyra, amiért a magyar vezért Maróti Jánost nem utasítja rendre. Lajos fogadkozott, hogy szigorúan megteszi.

A velencei flotta 1381. június 27-én még egy nagyszabású akciót hajtott végre a dalmát partoknál.

### A háború vége
1380-tól új alapon kezdték a tárgyalásokat, s 1381. augusztus 8-án aláírták a torinói békét a velenceiekkel. Ennek értelmében Pádua önállósága megmaradt, Dalmáciában pedig véglegessé vált a magyar uralom, amely a 16. századig fennmaradt, és már csak a törökök fenyegették, akik a 15. században megszerezték Boszniát. A tartomány több területére az Oszmán Birodalom az 1521–26-os háborúban tette rá a kezét, a többit a következő majdnem fél évszázadban hódította el a horvátoktól.

## Következmények
A vereség ellenére Velence hatalma nem gyengült meg, s 1669-ig meghatározó szerepű maradt a térségben. Tengeri hatalmát azonban ekkortól nem Genovától, vagy Magyarországtól kellett féltenie, hanem épp attól, akit 1373-ban segítségül hívott Treviso ostrománál – az oszmán-törököktől. A törökök a 14. században a görög tengereken már megtámadták a genovai és velencei hajókat, de Bosznia és Albánia több területének elfoglalása után a török már az Adria felé létesíthetett kikötőket, ahonnan Nápoly, a Pápai Állam és Velence felé tekintgetett. 